# California City
California City város az USA Kalifornia államában, Kern megyében. Lakosainak száma 14 973 fő (2020. április 1.).

## Népesség
A település népességének változása:

| 2010 | 14 120 |
| 2020 | 14 973 |